# KZ-Außenlager Glöwen

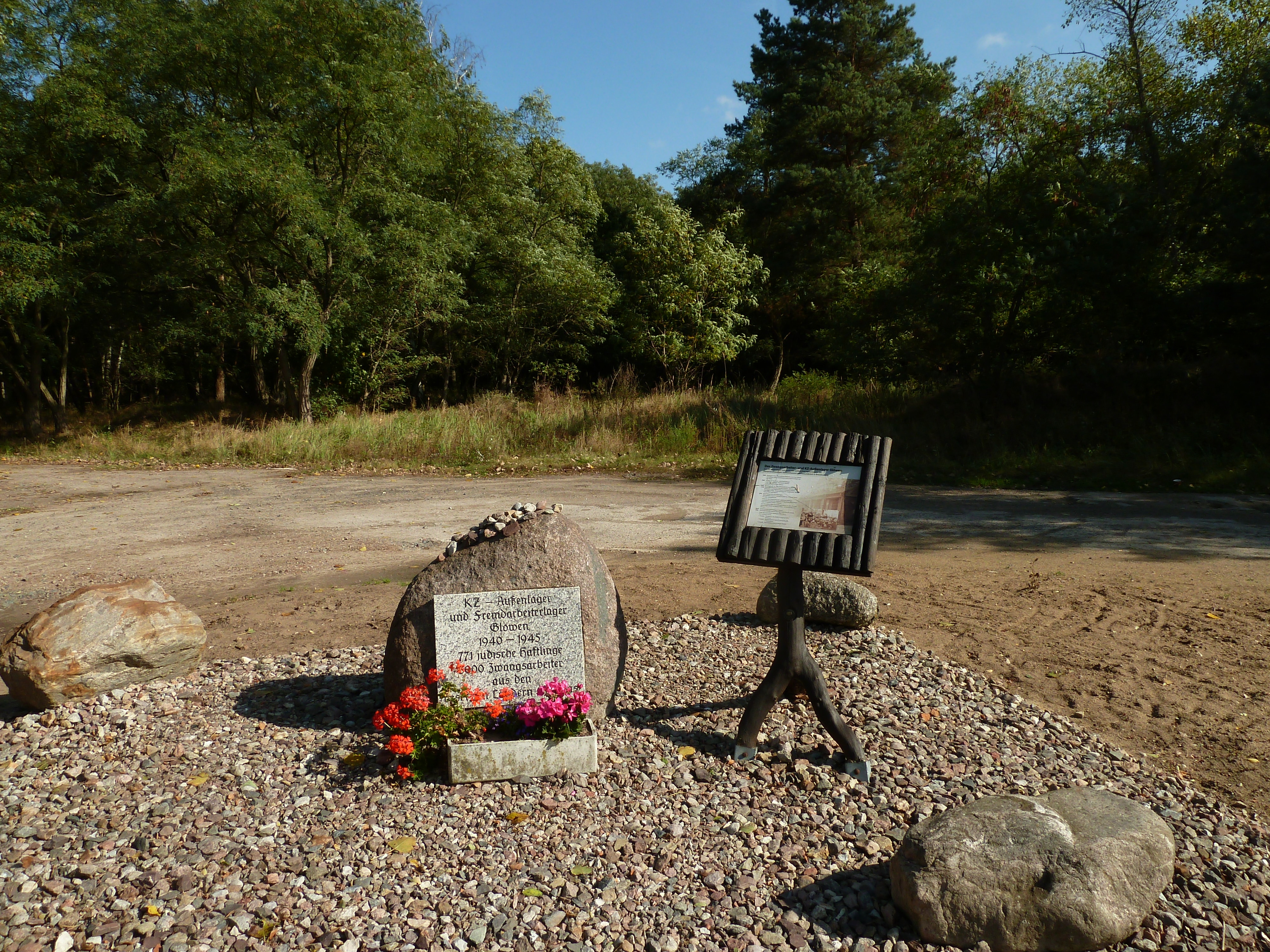
Im Jahr 2004 errichteter Gedenkstein für das Lager an der Landstraße nördlich von Nitzow

Das KZ-Außenlager Glöwen war ein von 1944 bis 1945 bestehendes Außenlager des KZ Sachsenhausen zwischen den Orten Glöwen und Nitzow. Die Insassen wurden für Arbeiten im Lager Glöwen, einem Munitions- und Ersatzteillager, herangezogen. Neben dem KZ-Außenlager gab es auf dem Areal noch ein Zwangsarbeiterlager.

## Lage
Das Lager befand sich zwischen Nitzow (heute Stadtteil von Havelberg) und Glöwen in einem circa 500 Hektar großen Waldgebiet in der Nähe der heutigen Landesgrenze zwischen Brandenburg und Sachsen-Anhalt in der Nähe der Havel.

## Geschichte
Bereits in der ersten Hälfte der 1930er Jahre erwarb die Dynamit Actien-Gesellschaft (DAG) Grundstücke nördlich von Nitzow. 1939 begann sie mit dem Bau einer zunächst als Nitrocellulose-Betrieb (NC) projektierten Fabrik. In Glöwen entstanden eine Wohnsiedlung für Angestellte sowie Arbeiterunterkünfte. 1941 wurde der Bau der NC-Fabrik zurückgestellt und mit dem Aufbau eines Munitions- und Ersatzteillagers der DAG begonnen. Auch eine Zündhütchenfabrik wurde auf dem Gelände errichtet. Des Weiteren wurde in einer „Entlaborierungsanstalt“ aus Beutemunition und Blindgängern wieder Sprengstoff gewonnen. Die Anlage besaß einen Gleisanschluss von der Bahnstrecke Glöwen–Havelberg aus.
In einem Lager in der Nähe des Ortes Nitzow war bereits um 1940 ein Barackenlager zunächst für deutsche zivile Arbeitskräfte eingerichtet worden. Später wurde es in einen Teil für Zivilarbeiter, einen für Fremdarbeiter und noch später in einen Teil für die Insassen des KZ-Außenlagers geteilt. Die genaue Zahl der Fremdarbeiter ist unklar.
Seit 1944 wurde Glöwen zum KZ-Außenlager. Es wurden 499 weibliche jüdische Häftlinge aus dem KZ Stutthof nach Glöwen verbracht, hinzu kamen 268 männliche jüdische Häftlinge aus dem KZ Sachsenhausen. Diese waren dorthin aus dem Zwangsarbeiterlager in Pionki bei Radom in Polen überstellt worden, wo sie in einer Pulverfabrik arbeiten mussten. Aufgrund der nahenden Roten Armee war die Produktionsstätte von Pionki nach Westen verlagert worden. Weibliche und männliche Häftlinge waren im Lager strikt getrennt. 1945 wurden die männlichen Häftlinge in drei Gruppen geteilt. Der größte Teil wurde ins Außenlager Rathenow gebracht und dort in den Arado-Werken eingesetzt und im April 1945 befreit. Andere wurden in das KZ Bergen-Belsen deportiert und dort ermordet. Der dritte Teil wurde zurück nach Sachsenhausen gebracht und bei dessen Schließung auf den Todesmarsch geschickt. Die weiblichen Häftlinge sollten in das KZ Ravensbrück gebracht werden und wurden wegen dessen Überfüllung in das Außenlager Malchow geschickt, wo sie am 2. Mai 1945 befreit wurden.

## Spätere Rezeption
Nach dem Zweiten Weltkrieg nutzte zunächst die Rote Armee, später die Kasernierte Volkspolizei und die Nationale Volksarmee der DDR das Gelände. Ein Teil des Areals wird auch heute von der Bundeswehr genutzt.
1947 errichteten Glöwener Einwohner ein Denkmal aus dem Betonmaterial der Straße, über die Häftling gehen mussten. Das Denkmal blieb nicht erhalten.
Die Geschichte des Lagers wurde danach etwa 40 Jahre lang nicht erforscht. Erst in der zweiten Hälfte der 1980er erschienen erste Berichte in der DDR-Presse; 1986 blieb eine Anfrage des Havelberger Lokalhistorikers Gerald Christopeit an die damalige Nationale Mahn- und Gedenkstätte Sachsenhausen unbeantwortet. 1995 lud das Land Brandenburg ehemalige Häftlinge der Konzentrationslager im Land aus Anlass des 50. Jahrestages der Befreiung ein, dabei meldeten sich auch Häftlinge des Lagers Glöwen. Seit 1997 wird in der Ausstellung in der KZ-Gedenkstätte Sachsenhausen an das Außenlager in Glöwen erinnert. In Glöwen wurde bis Ende der 1990er Jahre überhaupt nicht an das Lager erinnert. Seit 2004 gibt es einen Gedenkstein an der Landstraße von Havelberg nach Bad Wilsnack nördlich von Nitzow. Bei den Einweihungsfeierlichkeiten waren auch zwei ehemalige Häftlinge anwesend. Der Stein wird von den Schülern einer Schule in Bad Wilsnack gepflegt.